# Basler AG
Die Basler AG mit Sitz in Ahrensburg (Schleswig-Holstein) ist ein Unternehmen, das Digitalkameras und weitere Produkte für Maschinelles Sehen anbietet und herstellt.
Das 1988 von Norbert Basler gegründete Unternehmen beschäftigt an seinen Standorten in Ahrensburg, USA, Singapur, Taiwan, Korea, China und Japan rund 850 Mitarbeiter.
Basler etablierte sich zunächst als Anbieter schlüsselfertiger Inspektionssysteme zur Qualitätskontrolle am Markt und begann dann mit der Entwicklung und Fertigung eigener Industriekameras. Seit 2010 konzentrierte sich die Firma hauptsächlich auf ihr Kamerageschäft und ist Entwickler und Hersteller von Bildverarbeitungskomponenten für die Anwendung in der industriellen Massenproduktion, Medizin & Life Sciences, sowie Verkehrskontrolle und Logistik.
Insgesamt stellte die Basler AG im Jahr 2013 mehr als 500 Produkte her und ist an der Börse notiert.

## Geschichte
Das Unternehmen wurde von Norbert Basler (* 1963) und Stephan Berendsen 1988 in Lübeck gegründet. In den Folgejahren entstanden im Ausland verschiedene Ableger: 1994 die Basler Inc. in Exton, PA, USA; 1995 die Basler Asia Pte. Ltd. in Singapur; das Basler Representative Office in Taiwan, die Business Units Optical Media Inspection und Sealing Inspection, die Business Unit Machine Vision Components und der Geschäftsbereich Display Inspection. Seit 1997 gibt es den Geschäftsbereich mit digitalen Kameras. Der Gang an die Börse mit der Einführung der Aktie am Neuen Markt in Frankfurt folgte am 23. März 1999. Im selben Jahr kam auch der Geschäftsbereich Web Inspection dazu, außerdem erfolgte 1999 der Umzug nach Ahrensburg. Ein Jahr nach dem Börsengang trat der Vorstandsvorsitzende Norbert Basler aus gesundheitlichen Gründen zurück und wechselte in den Aufsichtsrat, dem er seit 2003 vorsitzt. Dietmar Ley übernahm seine Nachfolge im Vorstand.

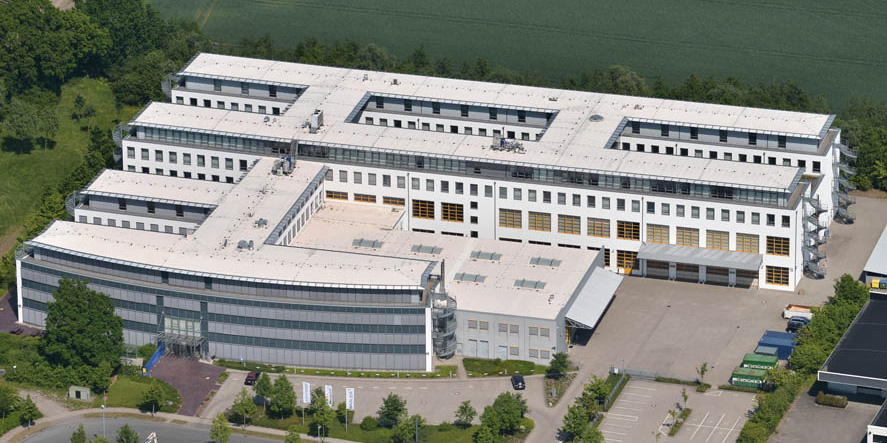
Basler AG Firmensitz in Ahrensburg (2013)

Das Unternehmen wuchs weiter, unter anderem durch die Gründung der Basler Vision Technologies Taiwan Inc. als eigenständiger Tochtergesellschaft im Jahr 2001 und 2002 der Gründung einer neuen Repräsentanz in Shanghai. In den Folgejahren kamen Service- und Vertriebsbüros in Korea und Japan hinzu.
2004 erhielt die Basler AG den Innovationspreis des Deutschen Industrie- und Handelskammertages für ein Inspektionssystem zur Prüfung von Ausgangsprodukten zur Herstellung von Flachbildschirmen. 2006 folgte eine Auszeichnung als „Ort im Land der Ideen 2006“.
Mit dem 20-jährigen Firmenjubiläum 2008 konnte die Basler AG auch das bis zu diesem Zeitpunkt umsatzstärkste Geschäftsjahr feiern. Seit 2008 wurde zunehmend in den Bereich der Überwachungskameras (IP-Kameras) investiert. Das Jahr 2009 war für die Basler AG stark von negativen Auswirkungen der weltweiten Wirtschafts- und Finanzkrise geprägt. Zum Jahresende 2009 verkaufte die Basler AG das stark rückläufige ehemalige Kerngeschäft der Optical Media Inspection (mit einem Umsatz von zuletzt unter 2 Mio. Euro) an das kanadische Unternehmen Xiris.
Während das Geschäftssegment der schlüsselfertigen Inspektionssysteme („Solutions“) massiv von den Auswirkungen der Finanzkrise betroffen war, konnte das Geschäftssegment der Industriekameras („Components“) die Krise vergleichsweise gut bewältigen.
2010 führte die Konzentration auf das Kamerageschäft und der Verkauf oder die Aufgabe einiger Produktlinien innerhalb des Solutions-Geschäfts zu einer Steigerung des Ertragspotentials.
Die Basler AG verkaufte Sealing Inspection an Asentics GmbH & Co. KG sowie die Produktlinie Solarwafer-Inspektion an Semilab. Im August 2014 eröffnete das Unternehmen eine Kameramontagefabrik in Singapur. Dort werden Industriekameras der Modellfamilie ace für den asiatischen Markt montiert und vertrieben.
Die Basler AG nahm im Jahr 2013 eine führende Stellung im Bereich der GigE-Vision-Kameras ein.
Im Februar 2015 startete die Serienproduktion der Basler Lenses, einer Objektivreihe, die von Fujinon im Auftrag von Basler gefertigt werden.
Im Jahr 2017 übernahm die Basler AG die mycable GmbH, ein Beratungsunternehmen im Bereich von Embedded Computing-Systemen. 2018 erfolgte die Akquisition der Silicon Software GmbH, die Framegrabbern und Software für die grafische Programmierung von Vision-Prozessoren herstellt. Außerdem schloss die Basler AG im selben Jahr ein Joint Venture mit seinem Distributor, Beijing Sanbao Xingye Image Tech. Co. Ltd. (MVLZ), zur Übernahme dessen Machine Vision Geschäfts in China, das Anfang 2019 in Basler China integriert wurde.

## Unternehmensstruktur
Der größte Unternehmensbereich der Basler AG umfasst die digitalen Kameras für industrielle und medizinische Anwendungen sowie für Verkehrskontrollsysteme. Zu diesem Unternehmensbereich zählen auch die Netzwerkkameras.
Einzelnes Ersatzteilgeschäft aus dem ehemaligen Bereich Solutions wird im Unternehmensbereich Custom Projects weitergeführt.

## Produkte
Zur Produktpalette der Basler AG zählen
- Flächenkameras
- Zeilenkameras
- Framegrabber
- Zubehör (u. a. Objektive, Kabel, Lichtmodule und Computer-Schnittstellen-Karten)
- Software, z. B. „pylon Camera Software Suite“
- Embedded Vision Module und Lösungen
- 3D-Produkte

Die Kameras von Basler unterstützen eine Reihe unterschiedlicher Schnittstellen. Die Firma ist aktives Mitglied in verschiedenen Standardisierungskomitees wie CameraLink, GigE Vision, USB3 Vision GenICam und EMVA1288.

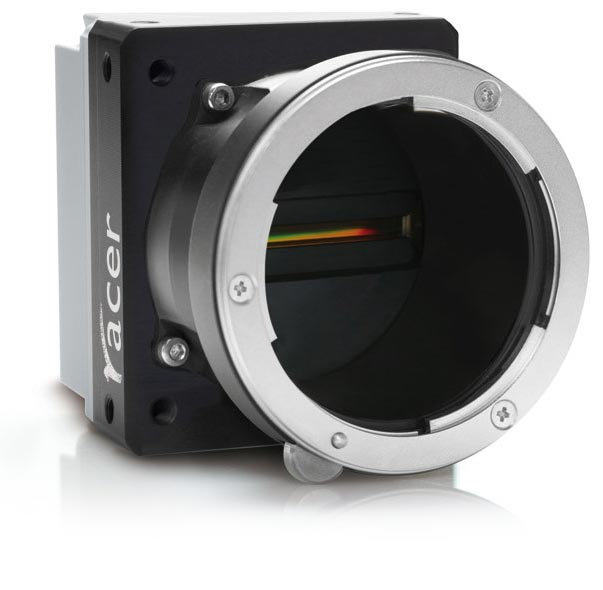
Basler Zeilenkamera Basler racer (2013)
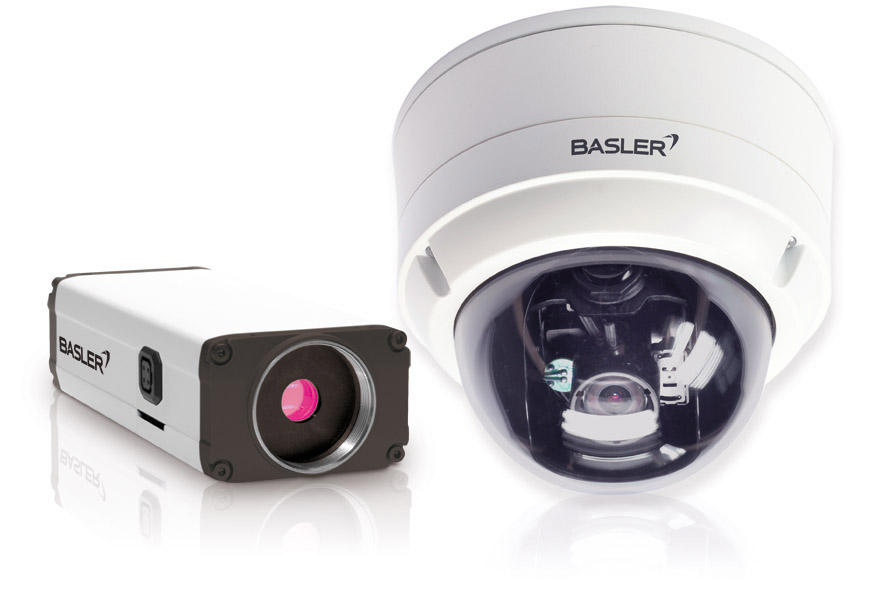
Basler Netzwerkkamera Basler Fixed Box und Basler Fixed Dome (2013)

## Management
Im jetzigen Betriebsvorstand sind:
- Dietmar Ley, Vorstandsvorsitzender, verantwortlich für Forschung und Entwicklung, Organisationsentwicklung und Personal
- Alexander Temme, verantwortlich für Vertrieb, Kommunikation und die Tochtergesellschaften des Unternehmens
- Hardy Mehl, verantwortlich für Finanzen und Operations[14]

Mitglieder im Aufsichtsrat sind:
- Norbert Basler, Vorsitzender
- Horst W. Garbrecht, stellvertretender Vorsitzender
- Mirja Steinkamp
- Lennart Schulenburg
- Tanja Schley
- Alexander Jürn